# 如法寺 (中野市)
如法寺（にょほうじ、みょうほうじ）は、長野県中野市東山にある真言宗智山派の寺院である。山号は高領山、院号は無量寿院。本山は真言宗総本山京都智積院。4月の後半、桜が満開になり花見茶屋が開き、多くの花見客が訪れる。

## 概要
創建は807年（大同2年）、空海がこの地を訪れた際、自らが千手観音を彫り込み安置したのが始まりと伝えられる。826年（天長3年）には真如法親王が境内を整備し七堂伽藍に36坊が軒を連ねる大寺となった。12世紀に成立した『今昔物語集』にも登場し、薬蓮という沙弥の僧が阿弥陀経の功徳によって極楽往生を遂げたという説話が掲載されている。
その後は一時衰退するが1412年（応永19年）に周辺の領主だった高梨規政（居城：高梨氏館）が再興。1561年（永禄4年）に川中島の戦いで堂宇が焼失した。江戸時代に入ると幕府から庇護され、特に四代将軍徳川家綱が篤く帰依し堂宇などを再建した。
本尊は木造不動明王立像で、脇侍に金剛童子、勢多阿童子がある。

## 歴史
- 807年（大同2年）- （伝承）空海が自ら千手観音を彫り込み安置した。
- 826年（天長3年）- 真如法親王が境内を整備し七堂伽藍に36坊が軒を連ねる大寺とした。
- 1412年（応永19年）- 高梨規政（居城：高梨氏館）が再興、了弁中興 。
- 1561年（永禄4年）‐  川中島の戦いで堂宇が焼失〔観音堂（今の古堂）・庫裡・仁王尊は残った〕。
- 1615年（元和9年）-  重譽住職が再興。
- 1648年（慶安元年）- 頼尊住職が密教を究め、中興開祖（了弁）に次いで第二中興の開祖となる。
- 1819年（文政2年）‐ 覚弁住職が大梵鐘建造。
- 1920年（大正9年）- 峰島滋忍師、法灯をつぎ住職となり境内を中野へ開放（東山公園となる）。
- 1929年（昭和4年）‐ 峰島滋忍師、中野大仏建立。
- 1962年（昭和37年）- 凡鐘再興。
- 1966年（昭和41年）- 峰島滋忍師、真言宗豊山派の最高栄誉大僧正の称号付与される。[8]

## 境内
- 本堂
- 大悲閣（観音堂）
- 弘法堂
- 庫裡
- 鐘楼
- 仁王門[8]
- 弘法桜
- 空海行座跡

## 文化財
中野市指定有形文化財

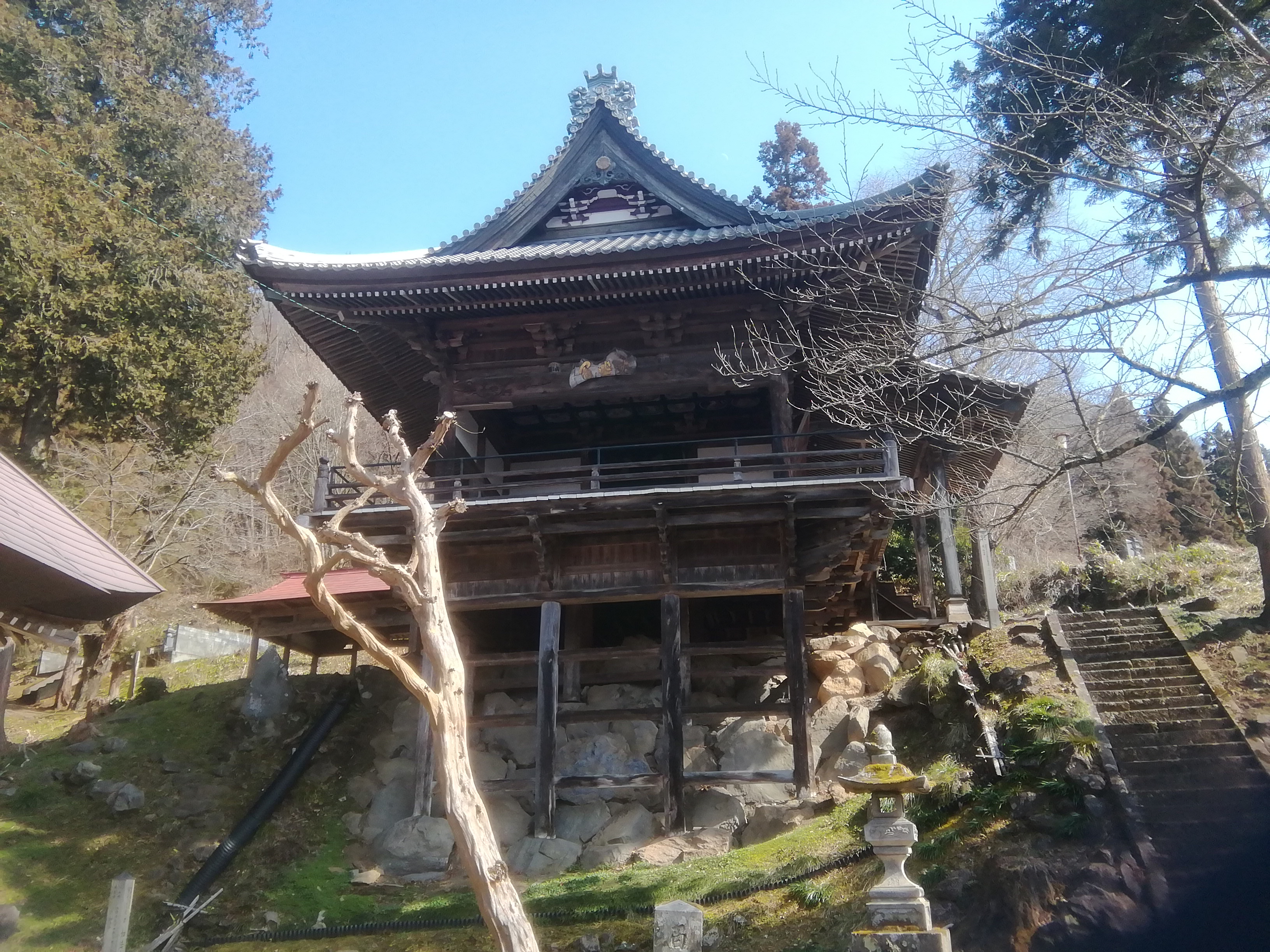
大悲閣（観音堂）正面

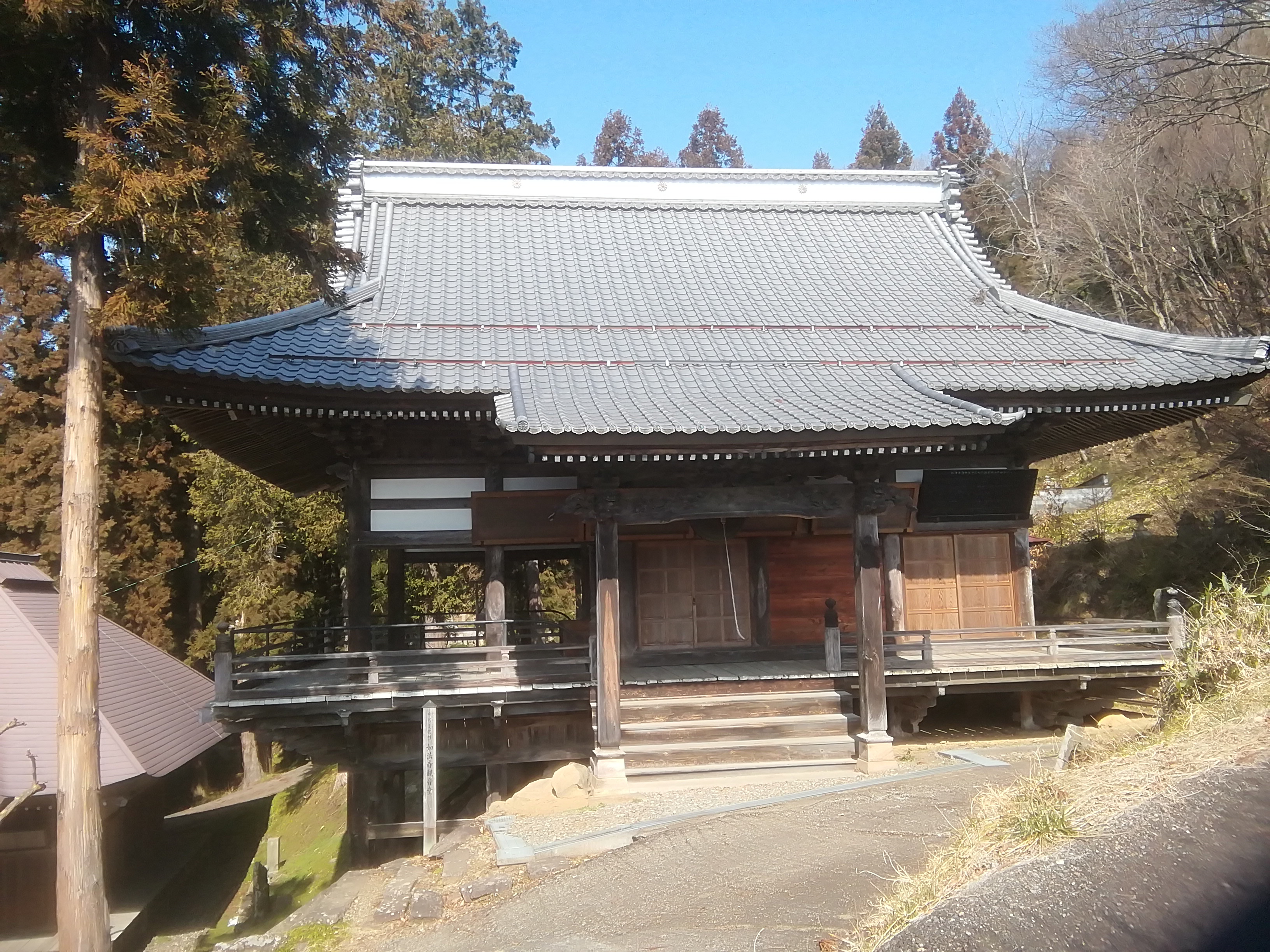
大悲閣（観音堂）側面

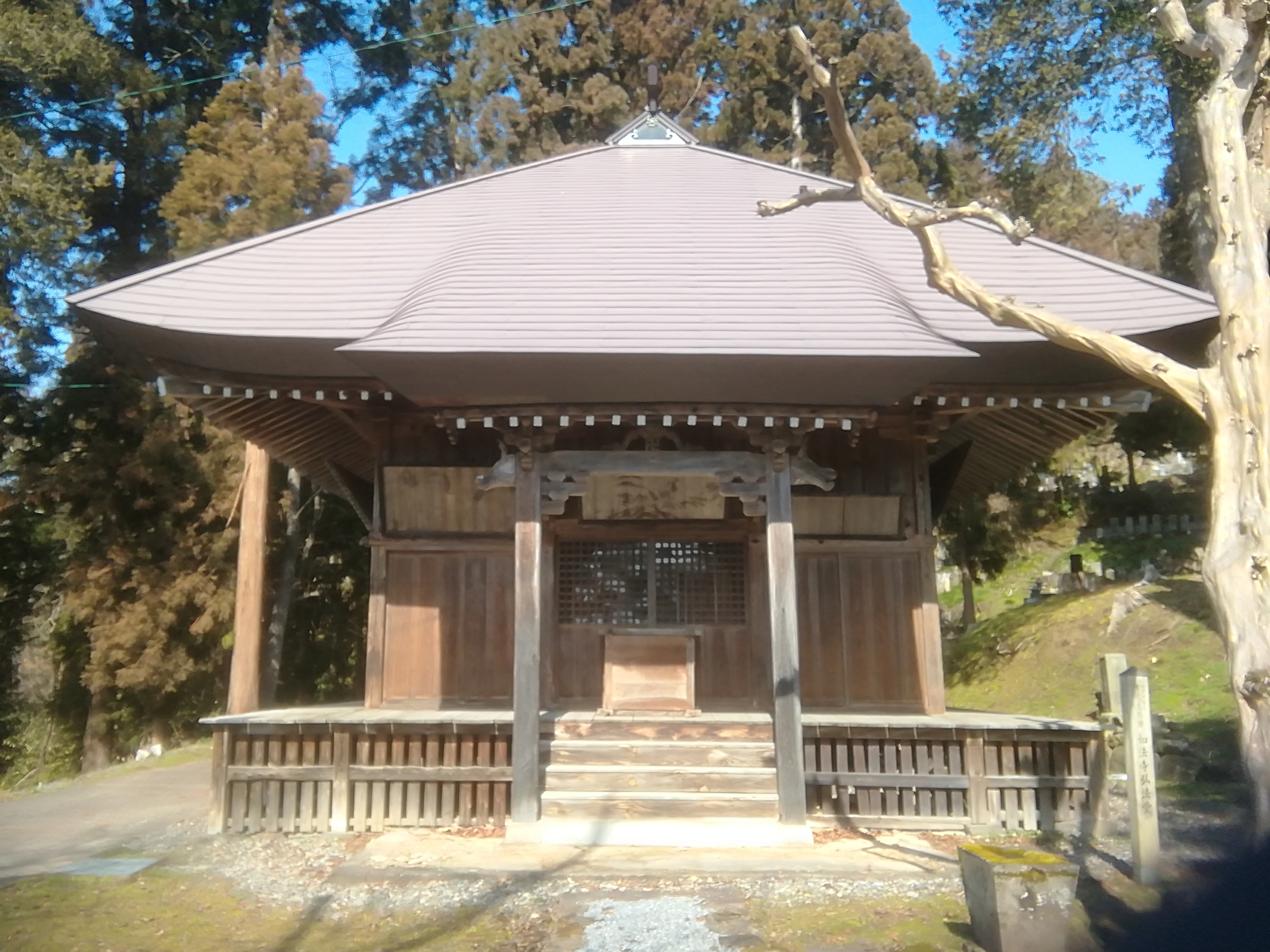
弘法堂

2002年（平成14年）3月1日に、大悲閣（観音堂）と弘法堂が中野市の有形文化財に指定された。
- 大悲閣（観音堂） - 1836年（天保7年）に造営されたと伝わり、参道の奥にある高台に建ち、正面の一部が高台斜面から乗り出した懸造となる[9]。桁行5間、梁行3間[注 2]、桟瓦葺きで、妻側を正面とし、正面2間分を開放的な吹き放しの外陣にすることで参拝者を招きやすくする効果を狙っている[9]。懸造のため、入口（向拝）は側面に設ける[9]。内外陣ともに天井は格天井で、格間の板張には観音の彩色絵図が描かれている[9]。向拝と身舎は海老虹梁で繋ぐ。虹梁形頭貫（向拝柱間を繋ぐ部材）は正面に唐獅子を、側面に象の木鼻をあしらい、中備には龍の彫刻を施すが、この象と龍の彫刻には越後の大工による手法が見られる[9]。堂内には木彫千手観音像が安置され、鎌倉時代作とされる阿弥陀像や大日如来像がある。
- 弘法堂 - 17世紀後期の建築様式と推定され、如法寺の中では最古の堂と目される[9]。大悲閣（観音堂）へ通じる石段口の向かって左奥（北西）に位置する。寄棟造り、妻入で、屋根は茅葺を銅板で覆い、桁行4間、梁行3間で、内外陣の格天井の格間には豪華な極彩色の仏画が描かれている[9]。正面に付く向拝と身舎の間は海老虹梁で繋ぐ。虹梁形頭貫（向拝柱間を繋ぐ部材）は正面に拳鼻、側面には北信濃系の特色を強く表した麒麟の木鼻が付けられ、中備は卍を組み込んだ古式な本蟇股とする[9]。

中野市指定天然記念物
- 如法寺のイチョウ - 市内最大のイチョウの巨樹。樹高16.5メートル。1985年（昭和60年）4月26日付けで指定[3]。

## 歴代（大二中興の開祖以降）
- 二十三世 - 峰島滋忍師（開創真如法親王から八十七代）[8]